# Бриолин (мюзикл)
«Бриолин» (англ. Grease) — двухактный мюзикл Джима Джейкобса и Уоррена Кейси, впервые поставленный в Чикаго в 1971 году, в театре Kingston Mines (англ.). Сюжет повествует о любовной истории между гризером Дэнни Зуко и отличницей Сэнди Дамбровски в выпускном классе чикагской школы Rydell High. В 1972 году мюзикл попал на сцену нью-йоркского театра Eden (англ.) и стал одним из наиболее успешных музыкальных шоу в истории, выдержав в бродвейской постановке 3388 показов. Заслужил 7 номинаций на премию «Тони». Права на мюзикл принадлежат корпорации Samuel French (англ.).
В 1978 году экранизирован, картина «Бриолин» стала самым кассовым музыкальным фильмом в истории на тот момент. «Бриолин» адаптирован для школ и является одной из популярнейших тем для школьных и любительских постановок в англоязычном мире.

## Сюжет
Представление открывается с флешфорварда, встречи бывших выпускников 1959 года школы Rydell High. Исполняется школьный гимн, который подхватывают бывшие школьники представители разных группировок.
Следующая сцена: первый учебный день, школьная столовая. В выпускном классе появляется новая ученица Сэнди Дамбровски, которая перевелась из другого учебного заведения. Тихая примерная девушка, в скромном платье, знакомится со своими новыми одноклассницами и рассказывает о летнем романе с одним местным парнем. Из её описания выясняется, что это Дэнни Зуко, заводила местной банды хулиганов-гризеров Burger Palace Boys. Вскоре она сталкивается и с ним самим. Встреча выходит неловкой, ведь летом Зуко представился так, будто он учился в привилегированной частной школе. Теперь он делает вид, что не хочет иметь ничего общего с новенькой, а друзьям рассказывает, что встреча была случайной. Сэнди страдает и её берут под свою опеку представительницы женской группировки Pink Ladies. Она приглашена на пижамную вечеринку, где знакомится с алкоголем и сигаретами. После этого Сэнди принимают в местную группу чирлидеров.
Burger Palace Boys тем временем помогают привести в порядок подержанную машину, которую приобрел член банды Кенники, для чего крадут для неё колпаки. Кенники называет машину Greased Lighnin’ и собирается при помощи её производить впечатление на девушек. Дэнни, тем временем, тоже переживает, чувствует, что некрасиво повел себя с девушкой и ищет способ загладить вину. Он приходит на репетицию чирлидеров и рассказывает Сэнди, как изменился, даже записался в школьную легкоатлетическую команду. Сэнди дает Дэнни понять, что он ей не интересен. В следующей сцене на пикнике Дэнни рассказывает своим друзьям по банде об увлечении спортом и оказывается под градом насмешек. У Кенники возникают чувства к лидеру Pink Ladies Риццо. После ночи проведенной вместе, Риццо опасается, что она забеременела из-за порванного презерватива.
Школа готовится к танцевальному конкурсу. Вечер школьных танцев Сэнди проводит дома, переживая свой разрыв с любимым. На соревнованиях выигрывает Дэнни в паре со случайной знакомой девушкой Ча-Ча ДиГригорио. Победитель получает два билета в drive-in кинотеатр. После танцев Burger Palace Boys пересекаются на улице с конкурирующей бандой Flaming Dukes. Оказывается, Ча-Ча была девушкой одного из Flaming Dukes и пошла на танцы с противником. Парни собираются выяснить отношения в драке стенка на стенку. Дэнни не успевает на решающую разборку между бандами, так как должен был участвовать в кроссе. Дэнни приглашает Сэнди в кино и просит прощения за свое поведение признаётся в любви и пытается поцеловать. Пытаясь сблизиться с девушкой, он действует слишком агрессивно и Сэнди в слезах убегает из машины.
В закусочной Burger King встречаются женская и мужская группировки. Заявление Дэнни о том, что он завязал с карьерой спортсмена принято его товарищами с воодушевлением. Неожиданно появляется Сэнди, полностью преобразившаяся, в кожаной куртке и ярком макияже. Изумленный Дэнни бросается к ней. Влюбленные соединяются. Риццо и Кенники после того, как выясняется, что тревога по поводу беременности была ложной, также оказываются друг у друга в объятьях. В финальной сцене герои поют о том, что останутся навсегда друзьями.

## Главные персонажи
- Дэнни Зуко, лидер Burger palace Boys
- Сэнди Дамбровски, новенькая в школе
- Бетти Риццо, лидер Леди в розовом
- Кеники, лучший друг Дэнни
- Дуди
- Сонни ЛаТьерри
- Путци
- Френчи
- Джен
- директор Грета МакДжи
- Тин-Энджел
- Пэтти Симкокс
- «Ча-Ча» ДиГрегорио

## История создания
В 1970 году актеры любительского театра Kingston Mines Theatre (Чикаго), безработный Джим Джейкобс и продавец женского белья Уоррен Кейси решили написать собственный мюзикл. В это время на подмостках страны триумфально шёл мюзикл «Волосы», созданный в стиле любительской постановки. Он и стал источником вдохновения для Джейкобса и Кейси.
Работа продолжалась почти весь год. Сюжет был написан по мотивам школьных воспоминаний Джейкобса, когда он учился в чикагской старшей школе Уильям-Ховард-Тафт. Образ Сэнди был списан с соседки Джейкобса, девушки из польской чернорабочей семьи Дженни Коземчак. Спектакль был поставлен на собственные средства создателей, бюджет составил около $175. Все песни авторы мюзикла подобрали на гитаре, декорации своими руками нарисовали на упаковочном картоне. Премьера «Бриолина» состоялась 5 февраля 1971 года в Kingston Mines Theater. Театр был устроен в здании бывшего трамвайного парка. Первые зрители шоу стелили газеты на бетонный пол гаража. Мюзикл пользовался большим успехом у местной аудитории. Зрительный «зал» примерно на 200 мест был постоянно заполнен до отказа.

## Переезд в Нью-Йорк

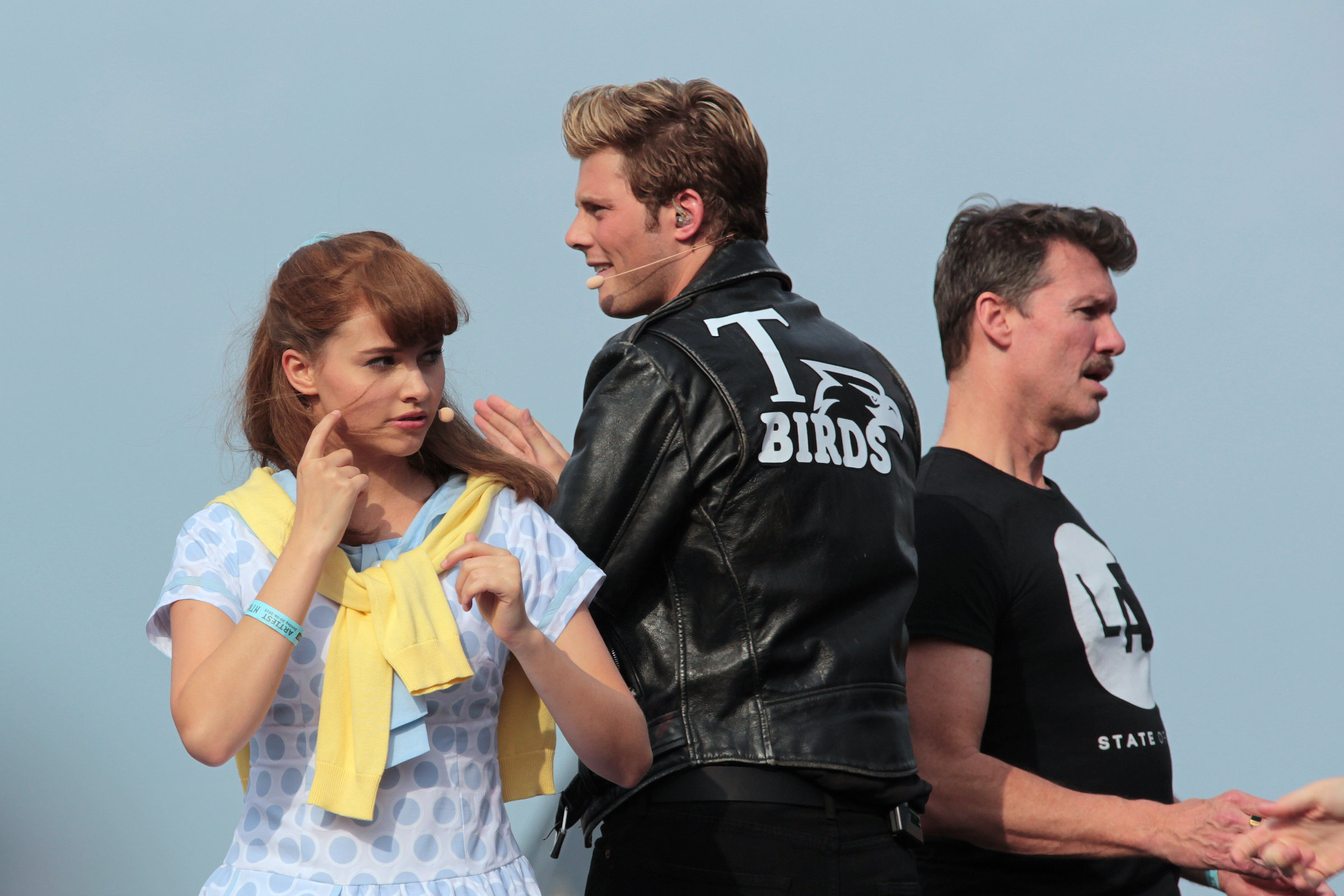
«Бриолин» современная постановка мюзикла (2015, Амстердам)

В конце 1971 года, после восьми месяцев представлений, постановку увидели нью-йоркские продюсеры Кен Уэйссман и Максин Фокс и сразу оценили заразительную музыку и ностальгическую атмосферу. Они предложили авторам переработать его в полноценный мюзикл, который можно было бы поставить офф-Бродвей. Продюсеры оговорили то, что либретто придется радикально изменить. Права на работу были приобретены за $100 000. От «любительского» сценария с уличными драками и ненормативной лексикой последовательно отказалось несколько именитых бродвейских режиссеров. Руководителем постановки в итоге был выбран Том Мур и хореографом Патрисия Бёрч. Стоимость постановки оказалась относительно недорогой, около $60 тыс. Среди труппы из 16 исполнителей не было никого кто имел бы тогда имя на сцене.
14 февраля 1972 года мюзикл, после трех с половиной недель репетиций, открылся в нью-йоркском Eden Theatre, в центре Манхэттена. Хотя театр географически находился «вне Бродвея», контракты соответствовали бродвейским стандартам, и мюзикл посчитали имеющим право на соискание премии «Тони». Он был номинирован в семи категориях, включая «Лучший мюзикл», «Лучшее либретто» и «Лучшая хореография», но ни одну не выиграл. Оценки критики поначалу были сдержанными, ближе к негативным.
В июне 1972 года спектакль переехал на Бродвей и не сходил со сцены до 1980 года, став на то время самой «долгоиграющей» (то есть выдержавшей наибольшее количество представлений) музыкальной постановкой. в истории (3388 представлений). Этот результат и сейчас остаётся одним из рекордсменов, занимая на 8 декабря 2013 года 14-е место. В 1973 году «Бриолин» открылся в лондонском Вест-Энде. Сборы всех постановок и от продажи прав на мюзикл превысили $70 млн. Многие известные актеры кинематографа: Ричард Гир, Патрик Суэйзи, Трит Уильямс, Эдриенн Барбо и другие, начинали свою карьеру в постановках «Бриолина».

## Экранизация
Первым попытку экранизации осуществил Ральф Бакши, выкупивший права для анимационной версии. В 1976 году права перекупил продюсер Алан Карр. Съемки прошли на кинематографической базе в Калифорнии (куда было перенесено действие) и на экраны он вышел в 1978 году. В фильм попало несколько актеров участвовавших в бродвейской постановке на вторых ролях, включая Джона Траволту. На роль Сэнди выбрали австралийскую певицу Оливию Ньютон-Джон. В связи с этим пришлось серьезно переработать сценарий картины. «Бриолин» ждал шумный зрительский успех и всемирные сборы около $400 млн. Картина стала самым кассовым музыкальным фильмом в истории кинематографа. Для саундтрека были написаны четыре оригинальных композиции, которые затем вошли в обновленные версии мюзикла 1990-х и 2000-х годов.
Специалисты со своей стороны оценили картину довольно низко, отметив то, что при переносе действия на экран, история явно потеряла своё острое социальное начало, став приглаженной молодежной мелодрамой. Продолжение «Бриолин 2», снятое в 1982 году на волне популярности, того успеха не имело и получило крайне слабые оценки критики.

## Последующая судьба

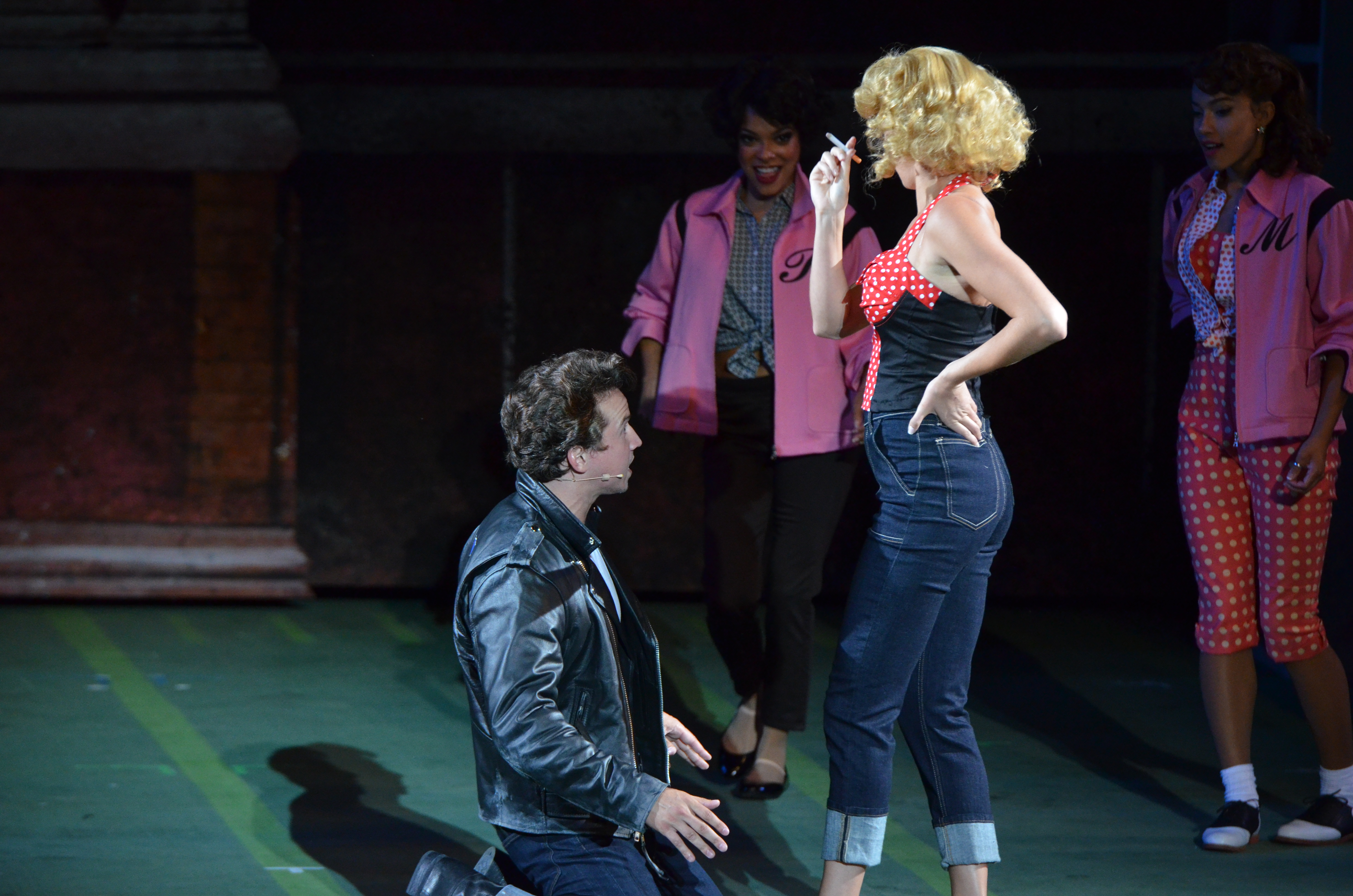
«Бриолин» современная постановка мюзикла (2014, Бродвей). Финальная сцена с преобразившейся Сэнди. Дэнни: Брэндон Эспиноза, Сэнди: Тэйлор Лодерман

Первая постановка в Лондоне состоялась в 1973 году. В 1993 году в Лондоне состоялась обновленная постановка мюзикла на сцене Dominion Theatre. Постановка в значительной мере изменилась под влиянием фильма. В новой редакции в мюзикл вошли все композиции написанные для фильма и изменился образ героев. С тех пор в постановках стали различать «оригинальную» и «обновленную» версии.
В 1994 году состоялась обновленная бродвейская постановка в театре Eugene O’Neill Theatre, где выдержала 1505 представлений. Третье обновление «Бриолина» на Бродвее произошло в 2007 году. Также состоялось множество других постановок в театрах мира и гастрольных туров труппы.
Джим Джейкобс впоследствии подготовил адаптированную версию постановки «Бриолина» для школьных театров. В этом тексте ненормативная лексика героев несколько выправлена и приближена к нормативам рейтинга-G.

## Влияние и оценка
Появлением и последующей популярности мюзикл во многом обязан ностальгическим настроениям в американском обществе 1970-х. Показательно то, что время действия «Бриолина» 1959 год: первые ростки сексуальной революции, один за другим выходят хиты рок-н-ролла. Как писала критик Питер Феличиа (en) : «Семейные ценности остались в стороне. Уважение семьи теперь означало меньше, чем признание друзей и знакомых. Общество менялось и „Бриолин“ рассказывал правду».

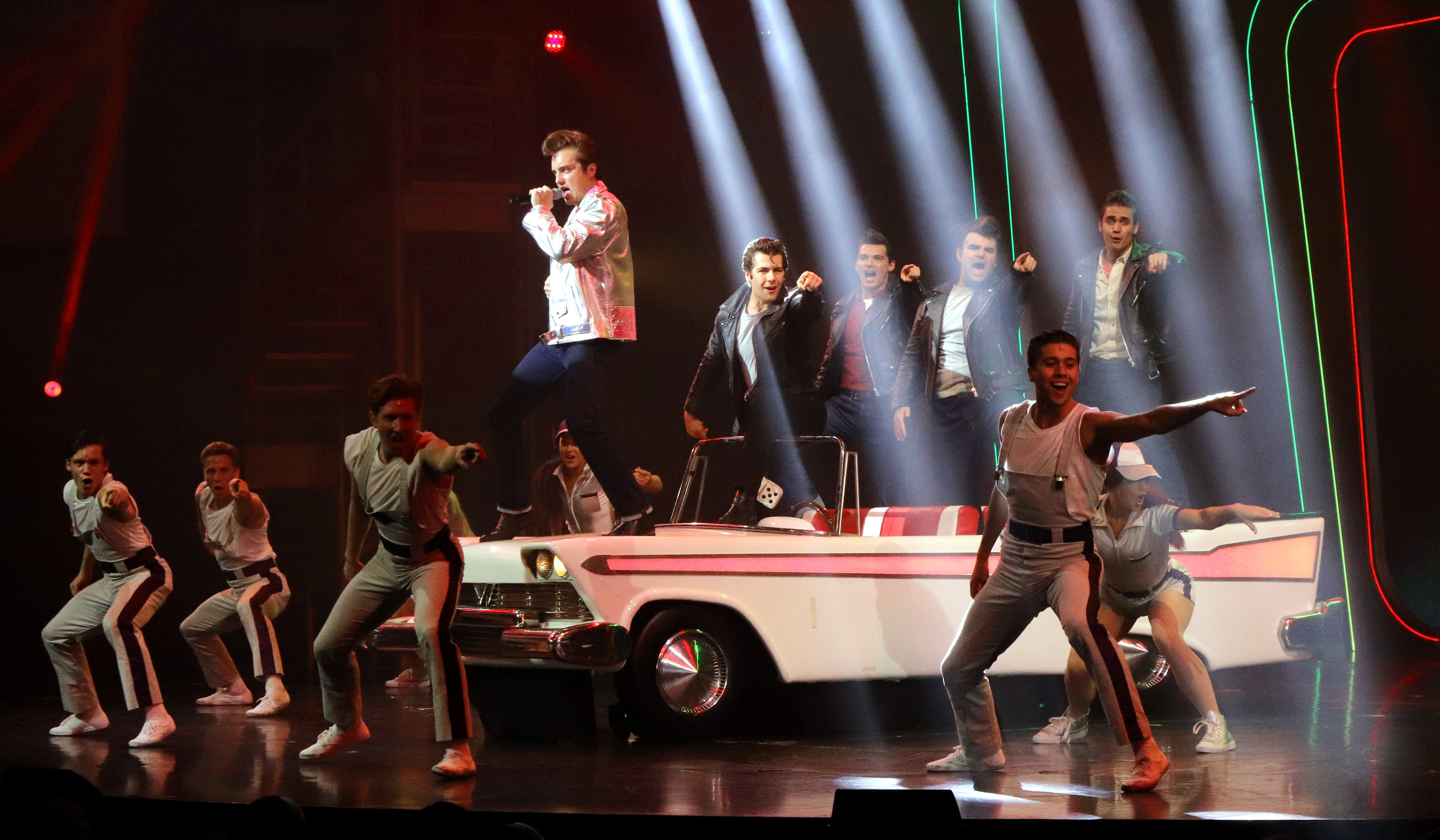
«Бриолин» современная постановка мюзикла (2018, Бродвей). Сцена Grease Lightnin'

Вольное настроение «Бриолина», берет начало из знаковой постановки конца 1960-х «Волосы», которая также была о головном уборе героев — символе свободного духа нескольких десятилетий. Зрителей привлекал «непричесанный» и местами вульгарный стиль «Бриолина». В первой версии мюзикла герои общались уличным языком, отпуская солёные шутки, не избегая расизма и сексизма. Даже имена героев Сэнди Дамбровски и Дэнни Зуко, говорили об их этнических корнях, вовсе не аристократического происхождения. Композиции, написанные под рок-н-ролл 1950-х, пели непоставленными голосами под любительскую гитару. Герои постановки — школьные архетипы, близкие любому зрителю: главный хулиган школы, послушная отличница, задира и заводила среди девочек, клоун класса. Специалисты называли «Бриолин» концептуальной постановкой, антимюзиклом, созданным наперекор бродвейским шаблонам. Он был ближе по своему свободному духу к экспериментальным спектаклям офф-бродвей, таким как «Аплодисменты» (en) или «Ротшильды» (en) .
Основная тема мюзикла: поиски индивидуальности, проблемы подростковой сексуальности. Своеобразной метафорой мюзикла и рефреном, стала актриса Сандра Ди. В конце 1950-х вышла целая серия фильмов с Сандрой Ди в главной роли. Они имели большую популярность в молодежной аудитории. Именно с неё предлагают брать пример Сэнди её новые подруги в композиции «Look at me, I’m Sandra Dee». Сандра стала ролевой моделью для многих девушек своего времени. Однако актриса плохо кончила, страдая от депрессии и алкоголизма до самой смерти. Сэнди в «Бриолине» не хочет быть похожей ни на кого, и сама решает, какой ей выбрать стиль в жизни.
Критика первой нью-йоркской постановки в 1972 году оказалась весьма разноречивой. Один из рецензентов написал, что это худшее шоу, которое он когда-либо видел. New York Post также дал крайне негативную оценку. NY Times в лице Клайв Бернс дала в целом положительную оценку постановке, отдав должное интересной истории в ностальгическом ключе, мастерству создателей и исполнителей. Тем не менее оценка художественных достоинств была сдержанной:

В шоу есть напускная агрессивность, показная крикливость и пародийное безвкусие, которое некоторые могут найти привлекательным, особенно, как я полагаю, тинейджеры Америки конца 1950-х. Однако ближе к концовке комедийное начало выдыхается. Вся эта стилизация, поначалу забавная, в итоге надоедает.
Оригинальный текст (англ.) There is a cosy aggressiveness to the show, a deliberately loud‐mouthed and facetious tastelessness that some will find attractive, especially, I imagine, those who were teen‐agers in Middle America at the end of the 1950's. But the show is a thin joke. As with almost all pastiches, once the initial joke has been established, It is bound to wear thin.
— Клайв Бернс
Критик обратил внимание на то, что большинство исполнителей не похожи на школьников, им явно под 30-лет и достоверно они выглядят только в открывающей сцене. Впрочем, впоследствии, вольное отношение к возрасту «школьников» в мюзикле и его адаптациях стало элементом пародии и своеобразной визитной карточкой шоу.